# Байгара (Тюменская область)
Байгара (тат. Бәек) — деревня в Тобольском районе Тюменской области России. Входит в состав Полуяновского сельского поселения.

## География
Деревня находится по правому берегу Иртыша, выше Тобольска по течению реки.

## Население
| 2010 |
| ---- |
| 106  |

## Палеоантропология
У деревни Байгара обнаружена таранная (надпяточная) кость (astragalus) взрослого человека современного физического типа. Образец имеет размер примерно 5×4,5 см и принадлежал взрослой особи возрастом от 20 до 50 лет. На основании морфологического сходства с надпяточной костью Схул IV возрастом 100 тыс. лет из израильской пещеры Схул предполагается, что индивид относится к виду Homo sapiens. Возраст кости около 10 440—10 300 лет назад. Исходя из примеси вивианита в кости байгаринского человека, можно предположить, что он был захоронен в заболоченном гумусированном слое приповерхностных грунтов.